# ジーロング・フットボールクラブ
ジーロングフットボールクラブ（英:Geelong Football Club、通称：「キャッツ」）は、1859年にオーストラリアのビクトリア州ジーロングで設立されたオーストラリアンフットボール（AFL）のチームである。VFL（かつてはビクトリア州だけでフットボールをやっていた。）とAFLを含めると9回優勝しているホーソンホークスとは最大のライバルである（普段はどちらかのホームで試合されるがジーロングキャッツ対ホーソンホークスは観客が多いため決勝が行われるメルボルンクリテットグラウンドで行われる）ホームはカルディニア パークである。ジーロングキャッツ2もありこれはVFL（ビクトリアフットボールリーグ）でプレーしている。2つのチームのプレー人数は46人である。
クラブは、オーストラリアで最高レベルのオーストラリアルールフットボールリーグであるオーストラリアフットボールリーグ （AFL）所属。 キャッツはVFL / AFLプレミアとして 9回、3回はAFL時代（1990年以降）を誇る。Catsは10回のMcClellandトロフィーを獲得  。

## クラブのアイデンティティと文化

### ガーンジー

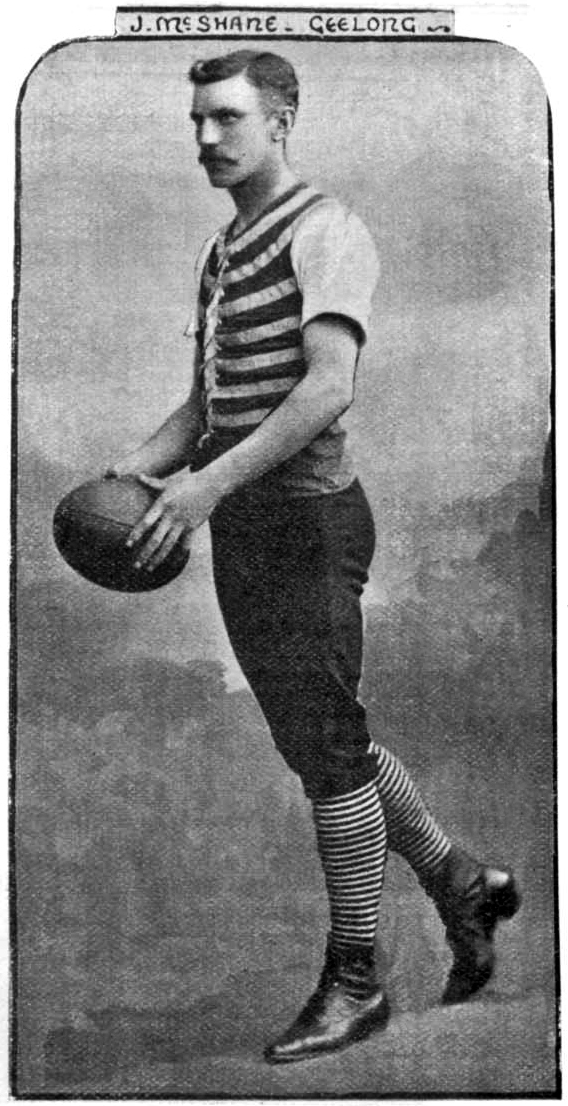
1895年のクラブの服装（ ジムマクシェーンの写真）

ジーロングの伝統的なネイビーブルーとホワイトのフープガーンジーは、1800年代半ばにクラブが設立されて以来着用。このデザインは、コライオ湾の白いカモメと青い海を表す 。 

### 歌：「我々はジーロング」
「We Are Geelong」は、ジーロングフットボールクラブが勝利した試合の後に歌われる曲である。カルメンの 「闘牛士の歌」の曲に歌われている。歌詞は元プレミアプレーヤーのジョンワッツが書いた。最初の詩のみが試合で、そして勝利後にチームによって使用。クラブで現在使用されている歌は、1972年4月にFable Singersによってリリース。 

## スタジアムとトレーニング施設
ジーロングの管理本部は、ホームスタジアムであるカルディニア・パーク。クラブはシーズン中にここで練習。またその代替会場には列車で行けるディーキン大学のエリートスポーツ分署があり後者はMCGサイズの楕円形で、プレシーズンのクラブがカルディニアパークを他のイベントに使用しているときによく利用 。 

## 法人

### サポーターベース

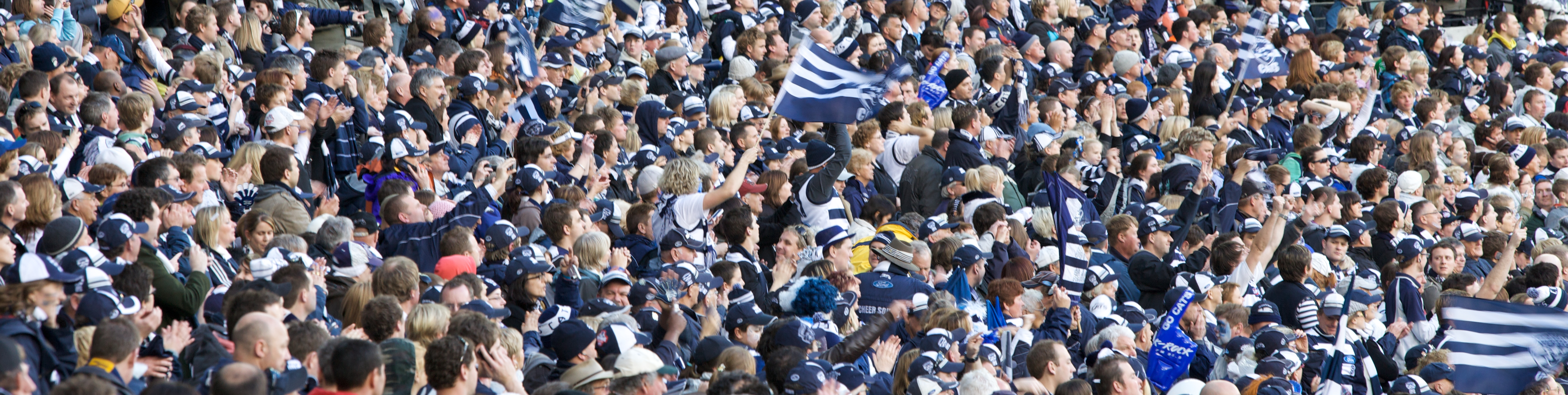
ジーロングのサポーターは、 2009年のグランドファイナルでセントキルダと対戦しました。

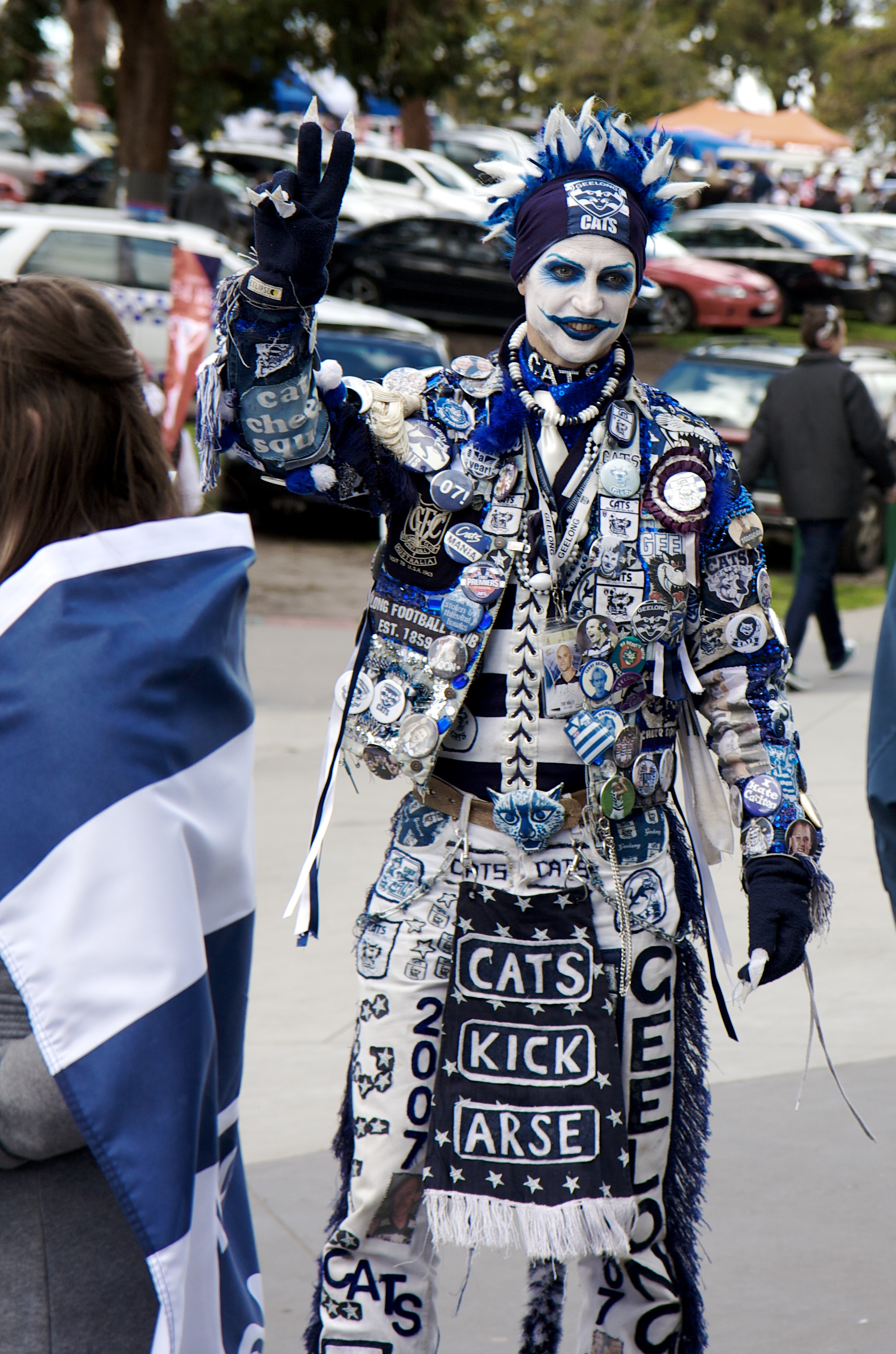
「キャットマン」と呼ばれる有名なサポーター、トロイ・ウェスト

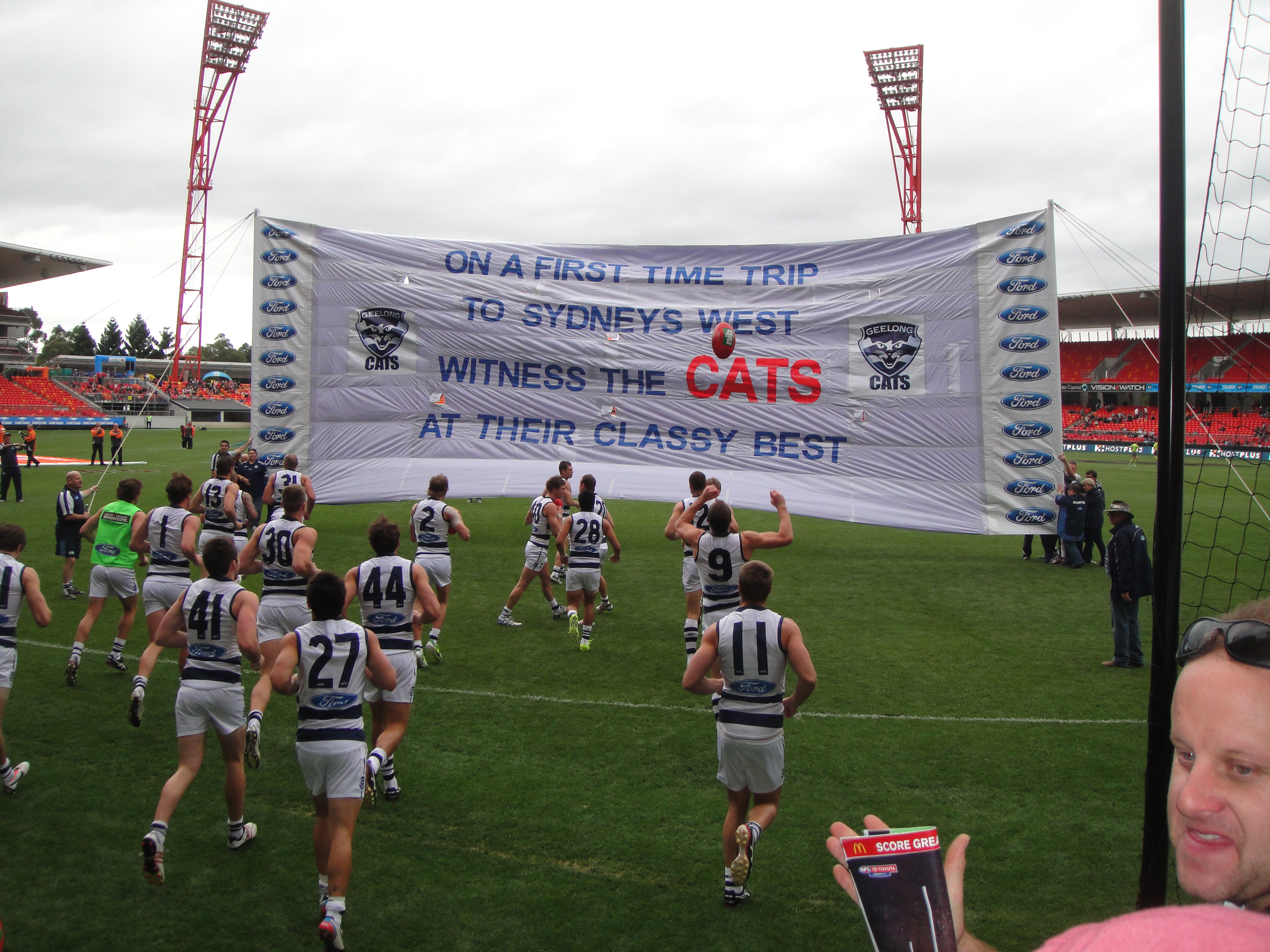
ジーロング選手、2013年6月にGreater Western Sydneyと対戦する前に、サポーターによって作成されたバナーを破る準備

| Season | Members | Average home attendance | Ref    |
| ------ | ------- | ----------------------- | ------ |
| 1984   | 7,709   | 20,577                  |        |
| 1985   | 7,718   | 19,463                  |        |
| 1986   | 6,985   | 15,319                  |        |
| 1987   | 6,981   | 20,462                  |        |
| 1988   | 9,667   | 20,790                  |        |
| 1989   | 7,760   | 29,296                  |        |
| 1990   | 15,087  | 24,711                  |        |
| 1991   | 11,356  | 23,525                  |        |
| 1992   | 13,535  | 27,698                  |        |
| 1993   | 15,500  | 26,920                  |        |
| 1994   | 14,312  | 26,461                  |        |
| 1995   | 15,922  | 25,317                  |        |
| 1996   | 17,346  | 25,161                  |        |
| 1997   | 18,858  | 28,324                  |        |
| 1998   | 19,971  | 28,371                  |        |
| 1999   | 21,032  | 24,840                  |        |
| 2000   | 25,595  | 27,729                  |        |
| 2001   | 25,420  | 27,093                  |        |
| 2002   | 23,756  | 27,040                  |        |
| 2003   | 24,017  | 25,971                  |        |
| 2004   | 25,021  | 25,747                  |        |
| 2005   | 30,821  | 27,783                  |        |
| 2006   | 32,290  | 27,428                  |        |
| 2007   | 30,169  | 31,547                  | [ 7 ]  |
| 2008   | 36,850  | 29,474                  | [ 8 ]  |
| 2009   | 37,160  | 30,069                  | [ 9 ]  |
| 2010   | 40,326  | 39,129                  | [ 10 ] |
| 2011   | 39,343  | 35,401                  | [ 11 ] |
| 2012   | 40,200  | 31,508                  |        |
| 2013   | 42,884  | 36,650                  |        |
| 2014   | 43,803  | 33,915                  | [ 12 ] |
| 2015   | 44,312  | 29,582                  | [ 13 ] |
| 2016   | 50,571  | 30,497                  | [ 14 ] |
| 2017   | 54,854  | 35,111                  | [ 15 ] |
| 2018   | 63,818  | 未公表                  | [ 16 ] |

## プレイヤーとスタッフ

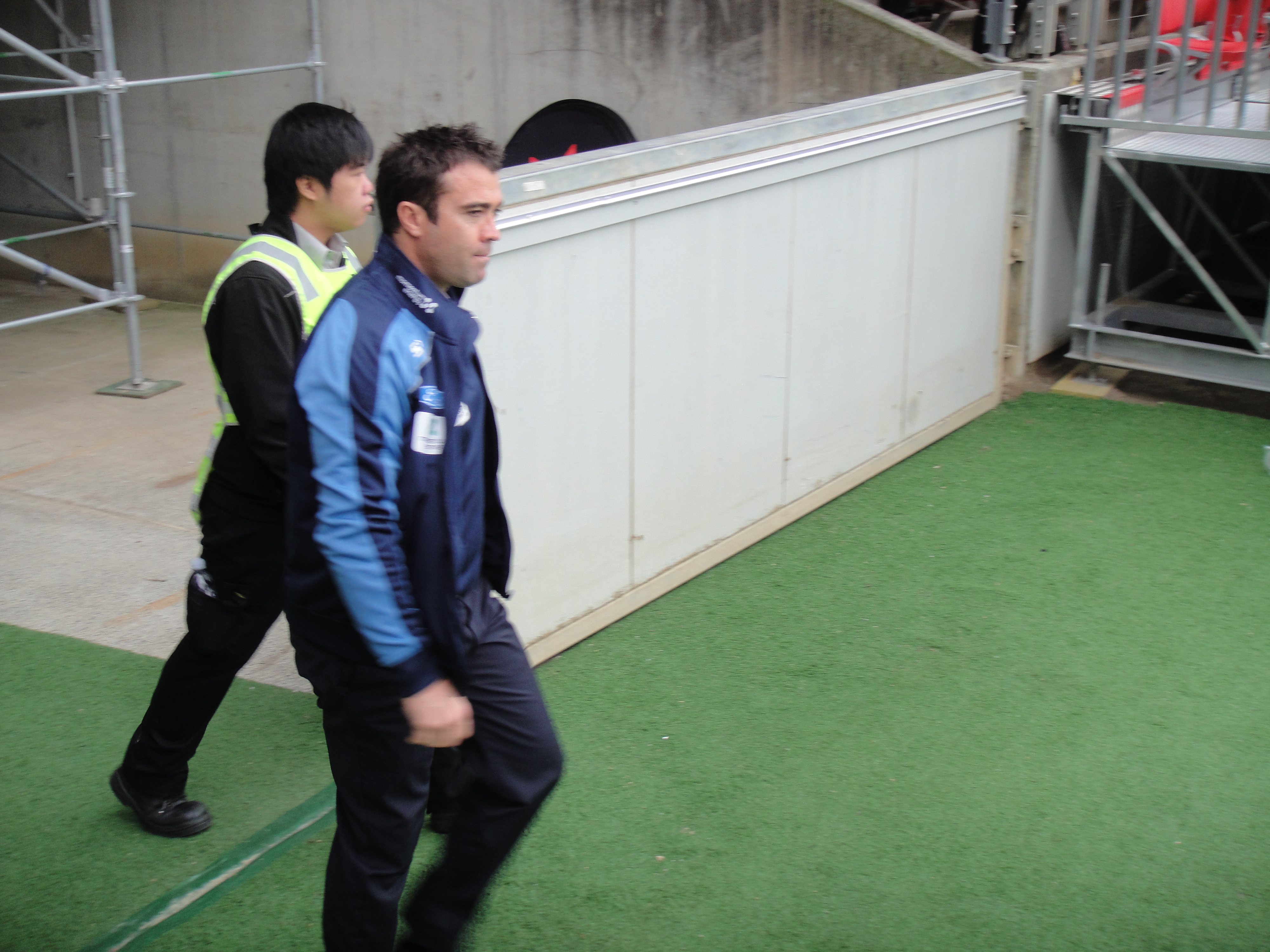
クリス・スコットはクラブの現在のヘッドコーチである。

### 役員
- 社長：コリン・カーター
- 副社長：ボブ・ガートランド
- 最高経営責任者： ブライアンクック
- ゼネラルマネージャー–サッカー：サイモンロイド

## クラブの記録

### プレミアシップと賞
- プレミアシップ

VFL / AFL：9（ 1925 、 1931 、 1937 、 1951 、 1952 、 1963 、 2007 、 2009 、 2011 ）
ビクトリア朝フットボール協会 ：7（1878、1879、1880、1882、1883、1884、1886）
予備VFL ：16（ 1923、1924、1930、1937、1938、1948、1960、1963、1964、1975、1980、1981、1982、2002、2007、2012 ）
19代未満 ：1（1962）
- マクレランドトロフィー ：10（1952、1954、1962、1963、1980、1981、1992、2007、2008、2019）
- チャレンジカップ ：1（1863）